# Frank Bomans

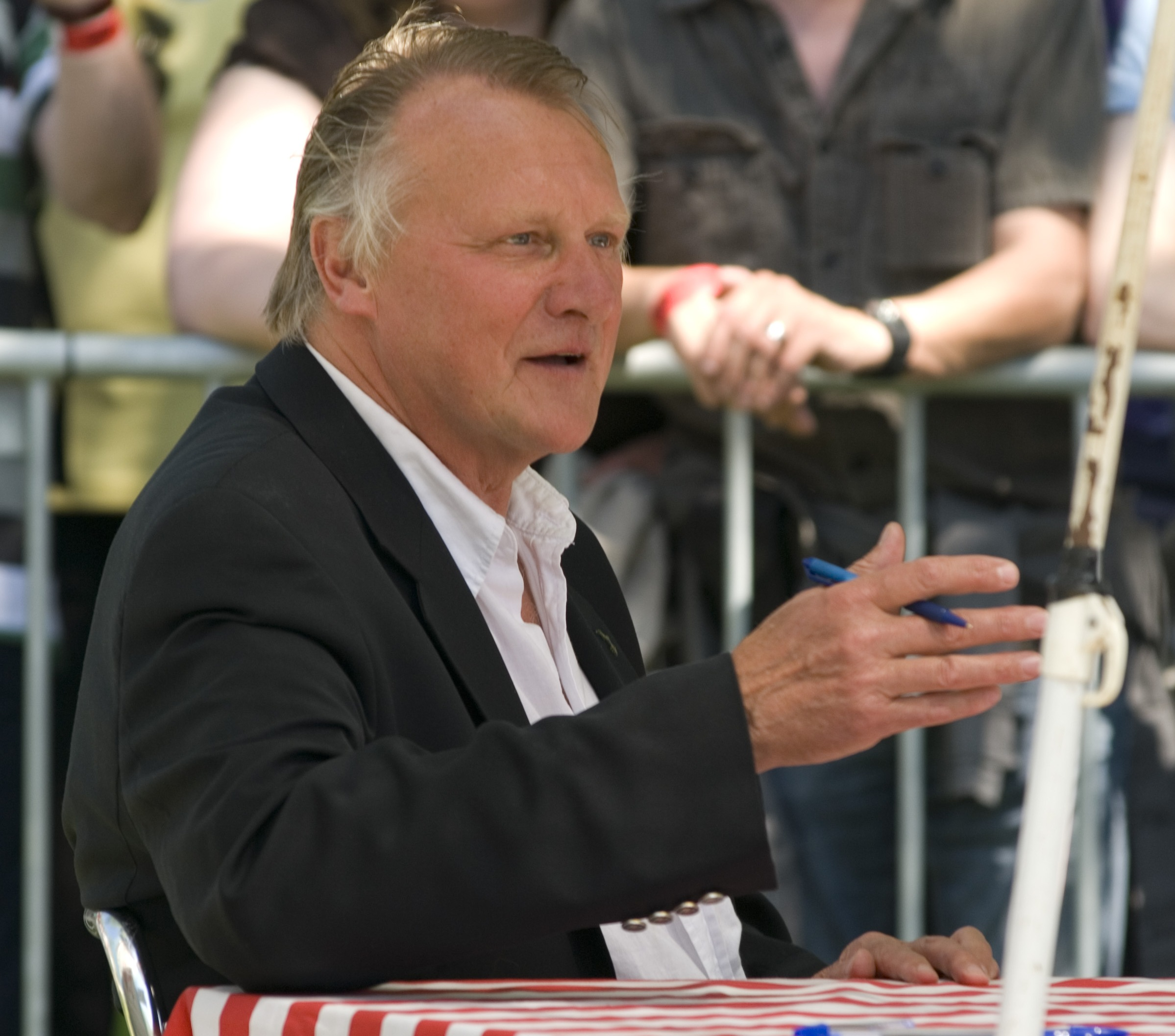
Pol Goossen op de Thuisdag

Frank Bomans is een personage uit de Vlaamse soapserie Thuis. Hij wordt gespeeld door Pol Goossen sinds seizoen 1 (aflevering 1).

## Personage
Frank Bomans is een volksjongen met een grote mond en werkt zich daardoor af en toe in de nesten, maar hij heeft een goed hart. Acteur Pol Goossen noemde het personage de absolute tegenpool van zijn persoonlijkheid. Frank Bomans draagt sinds het begin van de reeks hetzelfde kapsel en een leren jas.

## Biografie
Frank Bomans was in het eerste seizoen getrouwd met Jenny Verbeeck. Samen kregen ze een dochter, Bianca. Maar hij kreeg ook een dochter, Peggy, uit een buitenechtelijke relatie met Jenny's zus Rosa. Met zijn tweede vrouw Simonne heeft hij een kind. Hij had het moeilijk met de seksuele geaardheid van deze Franky, die zich later uitte als transvrouw en de naam veranderde in Kaat. Maar Frank legde zich hier bij neer.
Een thema was de constante concurrentiestrijd met zijn broer Luc. Deze zorgde ervoor dat Frank een tijdje in de gevangenis terechtkwam wegens fraude. Hij werkte onder andere in het lokale klusbedrijf De Kabouters. Frank leefde ook een tijd als zwerver op straat na een faillissement en een tijdelijke breuk met zijn vrouw Simonne. Hij belandde toen opnieuw in de gevangenis op beschuldiging van roofmoord. Hij ontsnapte uit de gevangenis en het kwam tot een gevecht op leven en dood met zijn Duitse dubbelganger, de echte schuldige van de moord, en diens liefje. Deze verhaallijn uit seizoen 11 geldt als een van de meest bijzondere en memorabele van de reeks.